# Tarbek
Tarbek település Németországban, Schleswig-Holstein tartományban. Lakosainak száma 172 fő (2023. december 31.).

## Népesség
A település népességének változása:
| Lakosok száma | 199  | 148  | 155  | 166  | 169  | 172  |
|               | 1975 | 2017 | 2019 | 2021 | 2022 | 2023 |